# Lucinha Nobre
Lúcia Mariana de Salles Nobre, mais conhecida como Lucinha Nobre (Rio de Janeiro, 1 de dezembro de 1975) é uma porta-bandeira brasileira /Cabo-verdiana, considerada uma das melhores do Carnaval carioca. É irmã do cantor e compositor Dudu Nobre.

## Biografia
Com 16 anos de idade, Lucinha atuou em escolas de sambas mirins, tais como Aprendizes do Salgueiro. mas enquanto nova foi pra Mocidade, começando na ala das crianças, porta-bandeira mirim e já em 1992, ainda nova como primeira porta-bandeira da escola, atuando com Rogerinho Dornelles, por defenderam durante nove anos. no ano seguinte defendeu a Unidos da Tijuca, tendo tirado notas máximas 4 anos consecutivos, de 2005 a 2007, junto com Rogerinho e depois ao lado do mestre-sala Ubirajara. sainda da escola do Borel, após o presidente da escola ter negado um pedido dela pela volta do antigo mestre-sala. mas posteriormente reconsideraram a decisão e dançou novamente com Rogerinho na Unidos da Tijuca no Carnaval de 2009, mas foi demitida pela escola.

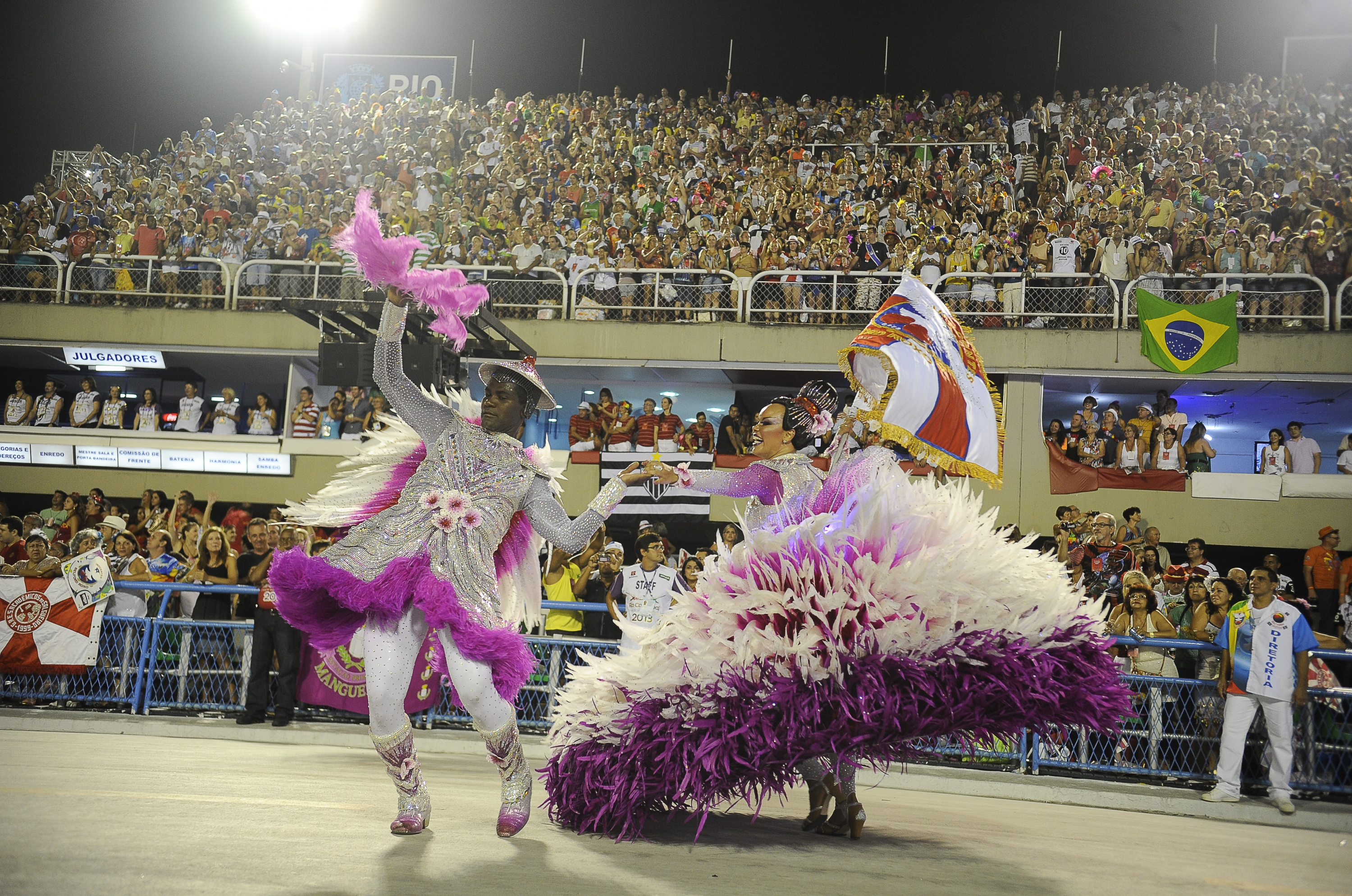
Lucinha Nobre com seu ex-parceiro Rogerinho, durante o desfile da Inocentes, em 2013.

Mas em 2011, Lucinha mudou-se pra Portela, ainda com seu parceiro, já em 2012 a Porta Bandeira inova posando para Designer Fotográfico  Yuri Graneiro caracterizada de Iemanjá e Oxum na festa do Rio Vermelho em Salvador em homenagem a Orixá devido o enredo da Portela nesse ano ser "E o Povo na Rua Cantando É Feito uma Reza, um Ritual". Já no carnaval 2013, surgiu o convite pra defender a recem chegada ao Especial Inocentes de Belford Roxo, onde devido abrir o desfile principal, recebeu sua piores notas. retornou a Mocidade, onde dançou ainda com Rogerinho. mas a parceria com o mestre-sala acabou depois de 15 anos. continuou na verde e branca de Padre Miguel, agora com Diogo Jesus sendo seu parceiro e depois sem maiores razões, foi demitida pela direção da escola
Depois de ficar um ano fora do carnaval, apenas desfilando em outros setores. Lucinha voltou como porta-bandeira, dessa vez na Porto da Pedra, onde dançará com um novo parceiro Marlon Lamar.
Com seu novo parceiro, Lucinha retorna como porta-bandeira da Portela.

## Carnavais
Abaixo, a lista de carnavais de Lucinha Nobre e seu desempenho em cada ano.
| Legenda: 0 Nota descartada N Escola foi campeã * Sem informação disponível |

| Ano                         | Divisão  | Escola                                | Classificação          | Mestre-Sala       | Notas                    | Notas                    | Notas                    | Notas                    | Notas                    | Ref.          |
| --------------------------- | -------- | ------------------------------------- | ---------------------- | ----------------- | ------------------------ | ------------------------ | ------------------------ | ------------------------ | ------------------------ | ------------- |
| 1989                        | Especial | Mocidade Independente de Padre Miguel | 7.º lugar              | *                 | Segunda porta-bandeira   | Segunda porta-bandeira   | Segunda porta-bandeira   | Segunda porta-bandeira   | Segunda porta-bandeira   | [ 13 ]        |
| 1990                        | Especial | Mocidade Independente de Padre Miguel | Campeã                 | *                 | Segunda porta-bandeira   | Segunda porta-bandeira   | Segunda porta-bandeira   | Segunda porta-bandeira   | Segunda porta-bandeira   | [ 14 ]        |
| 1991                        | Especial | Mocidade Independente de Padre Miguel | Campeã                 | Jorge Luiz        | Segunda porta-bandeira   | Segunda porta-bandeira   | Segunda porta-bandeira   | Segunda porta-bandeira   | Segunda porta-bandeira   | [ 15 ]        |
| 1992                        | Especial | Mocidade Independente de Padre Miguel | Vice-campeã            | Alexandre         | 10                       | 10                       | 10                       | -                        | -                        | [ 16 ] [ 17 ] |
| 1993                        | Especial | Mocidade Independente de Padre Miguel | 4.º lugar              | Alexandre         | 10                       | 10                       | 10                       | -                        | -                        | [ 18 ] [ 19 ] |
| 1994                        | Especial | Mocidade Independente de Padre Miguel | 8.º lugar              | Alexandre         | 10                       | 10                       | 9                        | -                        | -                        | [ 20 ] [ 21 ] |
| 1995                        | Especial | Mocidade Independente de Padre Miguel | 4.º lugar              | Rogério Dornelles | 10                       | 10                       | 10                       | 10                       | 9,5                      | [ 22 ] [ 23 ] |
| 1996                        | Especial | Mocidade Independente de Padre Miguel | Campeã                 | Rogério Dornelles | 10                       | 10                       | 10                       | 10                       | 10                       | [ 24 ] [ 25 ] |
| 1997                        | Especial | Mocidade Independente de Padre Miguel | Vice-campeã            | Rogério Dornelles | 10                       | 10                       | 10                       | 10                       | 9                        | [ 26 ] [ 27 ] |
| 1998                        | Especial | Mocidade Independente de Padre Miguel | 6.º lugar              | Rogério Dornelles | 10                       | 9,5                      | 9,5                      | 9,5                      | 10                       | [ 28 ] [ 29 ] |
| Não desfilou em 1999 e 2000 |          |                                       |                        |                   |                          |                          |                          |                          |                          |               |
| 2001                        | Especial | Mocidade Independente de Padre Miguel | 7.º lugar              | Rogério Dornelles | 10                       | 10                       | 9,5                      | -                        | -                        | [ 30 ] [ 31 ] |
| 2002                        | Especial | Unidos da Tijuca                      | 10.º lugar             | Rogério Dornelles | 10                       | 10                       | 9,8                      | 9,7                      | -                        | [ 32 ] [ 33 ] |
| 2003                        | Especial | Unidos da Tijuca                      | 9.º lugar              | Rogério Dornelles | 10                       | 10                       | 10                       | 10                       | -                        | [ 34 ] [ 35 ] |
| 2004                        | Especial | Unidos da Tijuca                      | Vice-campeã            | Rogério Dornelles | 10                       | 10                       | 10                       | 10                       | -                        | [ 36 ] [ 37 ] |
| 2005                        | Especial | Unidos da Tijuca                      | Vice-campeã            | Bira              | 10                       | 10                       | 10                       | 10                       | -                        | [ 38 ] [ 39 ] |
| 2006                        | Especial | Unidos da Tijuca                      | 6.º lugar              | Bira              | 10                       | 10                       | 10                       | 10                       | -                        | [ 40 ] [ 41 ] |
| 2007                        | Especial | Unidos da Tijuca                      | 4.º lugar              | Bira              | 10                       | 10                       | 10                       | 9,9                      | -                        | [ 42 ] [ 43 ] |
| 2008                        | Especial | Unidos da Tijuca                      | 5.º lugar              | Bira              | 10                       | 10                       | 9,8                      | 9,8                      | -                        | [ 44 ] [ 45 ] |
| 2009                        | Especial | Unidos da Tijuca                      | 9.º lugar              | Rogério Dornelles | 10                       | 10                       | 9,8                      | 9,8                      | -                        | [ 46 ] [ 47 ] |
| 2010                        | Especial | Portela                               | 9.º lugar              | Rogério Dornelles | 10                       | 10                       | 10                       | 10                       | 9,9                      | [ 48 ] [ 49 ] |
| 2011                        | Especial | Portela                               | hors concours          | Rogério Dornelles | A escola não foi julgada | A escola não foi julgada | A escola não foi julgada | A escola não foi julgada | A escola não foi julgada | [ 50 ]        |
| 2012                        | Especial | Portela                               | 6.º lugar              | Rogério Dornelles | 10                       | 10                       | 10                       | 10                       | -                        | [ 51 ] [ 52 ] |
| 2013                        | Especial | Inocentes de Belford Roxo             | 12.º lugar (rebaixada) | Rogério Dornelles | 10                       | 9,8                      | 9,8                      | 9,8                      | -                        | [ 53 ] [ 54 ] |
| 2014                        | Especial | Mocidade Independente de Padre Miguel | 9.º lugar              | Rogério Dornelles | 10                       | 10                       | 9,9                      | 9,9                      | -                        | [ 55 ] [ 56 ] |
| 2015                        | Especial | Mocidade Independente de Padre Miguel | 7.º lugar              | Diego Jesus       | 9,9                      | 9,8                      | 9,8                      | 9,7                      | -                        | [ 57 ] [ 58 ] |
| Não desfilou em 2016        |          |                                       |                        |                   |                          |                          |                          |                          |                          |               |
| 2017                        | Série A  | Unidos do Porto da Pedra              | 5.º lugar              | Marlon Lamar      | 10                       | 10                       | 9,9                      | 9,8                      | -                        | [ 59 ] [ 60 ] |
| 2018                        | Especial | Portela                               | 4.º lugar              | Marlon Lamar      | 10                       | 10                       | 10                       | 9,9                      | -                        | [ 61 ] [ 62 ] |
| 2019                        | Especial | Portela                               | 4.º lugar              | Marlon Lamar      | 10                       | 10                       | 10                       | 10                       | -                        | [ 63 ] [ 64 ] |
| 2020                        | Especial | Portela                               | 7.º lugar              | Marlon Lamar      | 9,9                      | 9,8                      | 9,9                      | 9,9                      | 9,8                      | [ 65 ]        |
| 2022                        | Especial | Portela                               | 5.º lugar              | Marlon Lamar      | 10                       | 10                       | 10                       | 10                       | 9,9                      | [ 66 ]        |
| 2023                        | Especial | Portela                               | 10.º lugar             | Marlon Lamar      | 10                       | 10                       | 9.8                      | 9.9                      | -                        | [ 67 ]        |
| 2024                        | Especial | Unidos da Tijuca                      | 11.º lugar             | Matheus André     | 9,9                      | 9,9                      | 9,7                      | 9,8                      | -                        | [ 68 ]        |
| 2025                        | Especial | Unidos da Tijuca                      | 9.º lugar              | Matheus André     | 10                       | 10                       | 9,9                      | 10                       | -                        |               |

## Títulos e estatísticas
Lucinha foi campeã do carnaval por três vezes, sendo que, duas, como segunda porta-bandeira.
| Divisão        | Campeonato | Ano               | Vice | Ano                     | Terceiro lugar | Ano |
| -------------- | ---------- | ----------------- | ---- | ----------------------- | -------------- | --- |
| Grupo Especial | 3          | 1990, 1991 e 1996 | 4    | 1992, 1997, 2004 e 2005 | 0              | -   |

## Premiações
Abaixo, a lista de prêmios recebidos por Lucinha em sua carreira no carnaval.
- Estandarte de Ouro

1. 1989 - Revelação (Mocidade) [69]
2. 1993 - Melhor porta-bandeira (Mocidade) [70][69]
3. 2003 - Melhor porta-bandeira (Unidos da Tijuca) [70][69]
4. 2006 - Melhor porta-bandeira (Unidos da Tijuca) [70][69]
5. 2007 - Melhor porta-bandeira (Unidos da Tijuca) [70][69]
6. 2022 - Melhor porta-bandeira (Portela) [71]

- Estrela do Carnaval

1. 2012 - Melhor casal de mestre-sala e porta-bandeira (com Rogerinho - Portela) [72]
2. 2017 - Melhor casal de mestre-sala e porta-bandeira (com Marlon Lamar - Porto da Pedra) [73]
3. 2022 - Melhor casal de mestre-sala e porta-bandeira (com Marlon Lamar - Portela) [74]

- Prêmio 100% Carnaval

1. 2022 - Melhor porta-bandeira (Portela) [75]

- Prêmio Gazeta do Rio

1. 2022 - Melhor casal de mestre-sala e porta-bandeira (com Marlon Lamar - Portela) [76]

- Prêmio SRzd

1. 2022 - Melhor casal de mestre-sala e porta-bandeira (com Marlon Lamar - Portela) [77]

- Tamborim de Ouro

1. 2004 - Melhor casal de mestre-sala e porta-bandeira (com Rogério Dornelles - Unidos da Tijuca) [78]
2. 2005 - Melhor casal de mestre-sala e porta-bandeira (com Bira - Unidos da Tijuca) [79]
3. 2007 - Melhor casal de mestre-sala e porta-bandeira (com Bira - Unidos da Tijuca) [80]
4. 2020 - Melhor casal de mestre-sala e porta-bandeira (com Marlon Lamar - Portela) [81]

- Troféu Apoteose

1. 2013 - Melhor porta-bandeira (Inocentes) [82]

- Troféu Sambario

1. 2019 - Melhor porta-bandeira (Portela) [83]
2. 2022 - Melhor casal de mestre-sala e porta-bandeira (com Marlon Lamar - Portela) [84]

- Troféu Tupi Carnaval Total

1. 2012 - Melhor casal de mestre-sala e porta-bandeira (com Rogerinho - Portela) [85]
2. 2022 - Melhor casal de mestre-sala e porta-bandeira (com Marlon Lamar - Portela) [86]